# Еферсвінкель
Еферсвінкель (нім. Everswinkel) — місто в Німеччині, знаходиться в землі Північний Рейн-Вестфалія. Підпорядковується адміністративному округу Мюнстер. Входить до складу району Варендорф.
Площа — 68,72 км2. Населення становить 9613 ос. (станом на 31 грудня 2020).